# Các công ước Den Haag 1899 và 1907
Các công ước Den Haag (hay công ước La Hay) 1899 và 1907 là một loạt các điều ước quốc tế và công bố được thỏa thuận tại 2 hội nghị hòa bình quốc tế tại Den Haag ở Hà Lan: Hội nghị Den Haag đầu tiên vào năm 1899 và lần thứ hai vào năm 1907. Cùng với các Công ước Geneva, các Công ước La Hay đã có những bày tỏ chính thức đầu tiên về luật chiến tranh và tội ác chiến tranh trong luật quốc tế. Một hội nghị thứ ba đã được hoạch đinh cho năm 1914 và sau đó dời lại cho năm 1915, nhưng không bao giờ diễn ra do sự bắt đầu của Thế chiến thứ nhất.

## Lịch sử
Các học giả luật pháp quốc tế Đức và tân-Kantian Walther Schücking Kant gọi các cuộc họp là "công đoàn của các hội nghị quốc tế La Hay" và xem chúng như là hạt nhân của một Liên đoàn quốc tế phải nhóm họp trong khoảng thời gian thường xuyên để quản lý công lý và phát triển các thủ tục tố tụng luật pháp quốc tế để giải quyết một cách hòa bình các tranh chấp, khẳng định "rằng một hiệp định chính trị của các quốc gia trên thế giới đã được tạo ra với Hội nghị lần thứ nhất và thứ hai". Các cơ quan khác nhau được tạo ra bởi các hội nghị, như Tòa án Trọng tài thường trực, "là đại lý hoặc các cơ quan của liên hiệp".
Một nỗ lực lớn trong cả hai cuộc hội thảo là tạo ra một tòa án liên kết quốc tế có tính ràng buộc đối với trọng tài có tính bắt buộc để giải quyết các tranh chấp quốc tế, được xem là cần thiết để thay thế thể chế chiến tranh. Đây là nỗ lực, tuy nhiên, đã không được thực hiện thành công cả vào năm 1899 hoặc năm 1907. Hội nghị đầu tiên nói chung là một thành công và được tập trung vào nỗ lực giải trừ quân bị. Hội nghị lần thứ hai không thành công để tạo ra một tòa án quốc tế có tính ràng buộc các trọng tài bắt buộc nhưng đã mở rộng các cơ chế cho trọng tài tự nguyện, và thành lập các công ước quy định việc thu các khoản nợ, các quy tắc của chiến tranh, và các quyền và nghĩa vụ của bên trung lập. Cùng với giải trừ quân bị, trọng tài bắt buộc, cả hai hội nghị bao gồm các cuộc đàm phán liên quan đến luật pháp của tội ác chiến tranh và chiến tranh. Nhiều quy định trong số các quy tắc đặt ra tại các Công ước La Hay đã bị vi phạm - đặc biệt của người Đức - trong Thế chiến thứ nhất.
Hầu hết các nước lớn, bao gồm Mỹ, Anh, Nga, Pháp, Trung Quốc và Ba Tư, ủng hộ một trọng tài ràng buộc quốc tế, nhưng với điều kiện là các cuộc bỏ phiếu phải được sự nhất trí, và một số nước, dẫn đầu là Đức, đã bỏ phiếu bác bỏ ý tưởng.